# 't Hofbrouwerijke
 't Hofbrouwerijke is een Belgische artisanale microbrouwerij te Beerzel in de provincie Antwerpen.

## Geschiedenis
Hobbybrouwer Jef Goetelen volgde brouwschool en begon in 2001 te experimenteren met nieuwe brouwsels bij de Molse bier- en wijngilde. In 2005 startte hij, nog steeds onder de vorm van een hobby, zijn eigen artisanale brouwerij te Beerzel waar hij tot op heden eigen bieren en bieren in opdracht brouwt (ongefilterd en niet gepasteuriseerd). Er bestaat ook de mogelijkheid voor liefhebbers om een eigen bier in de brouwerij zelf te brouwen (brouwsels van 1500 tot 2000 liter).

## Bieren
De brouwerij brouwt veel – meestal lokale – bieren in opdracht. In het eigen vaste assortiment:
- Hoftrol, Farmhouse Ale, amber, 6,2%
- Hofblues, stout, 5,5%
- Hofelf, tripel, 7,5%
- Blondelle, blond, 7%
- Bosprotter, tripel 8,5%
- Hofnar, bruin 6,2%
- Hofdraak, amber, 5,5%
- Hof Weissen Widow, Berliner Weisse, 3.5%
- Flower Sour, Sour Ale, 7%
- Dungeon keeper series , Barrelaged, infused, ...